# Salsola calluna
Salsola calluna är en amarantväxtart som beskrevs av Johann Franz Drège och Charles Henry Wright. Salsola calluna ingår i släktet sodaörter, och familjen amarantväxter. Inga underarter finns listade i Catalogue of Life.